# Irská občanská válka
Irská občanská válka (irsky Cogadh Cathartha na hÉireann; 28. června 1922 – 24. května 1923) byla válka, která následovala po Irské válce za nezávislost a provázela založení Irského svobodného státu (země, která byla nezávislá na Spojeném království, ale zůstávala součástí Britského impéria).
Občanskou válku mezi sebou vedly dvě skupiny irských republikánů. Ozbrojené síly prozatímní vlády (Irského svobodného státu) podporovaly anglo-irskou smlouvu, kdežto republikánská opozice viděla ve smlouvě zradu Irské republiky (která byla vyhlášena během Velikonočního povstání). Mnozí z těch, kteří bojovali v konfliktu, byli během Irské války za nezávislost členy Irské republikánské armády.
Občanskou válku vyhrály síly Irského svobodného státu, které byly vyzbrojeny zbraněmi poskytnutými britskou vládou. Irská občanská válka měla pravděpodobně na svědomí více životů než Irská válka za nezávislost a na celé generace rozdělila irskou společnost. Dnes jsou dvě hlavní politické strany v Irsku Fianna Fáil a Fine Gael přímými „potomky“ dvou znepřátelených stran ve válce.

## Cesta k válce

### Boje v Dublinu

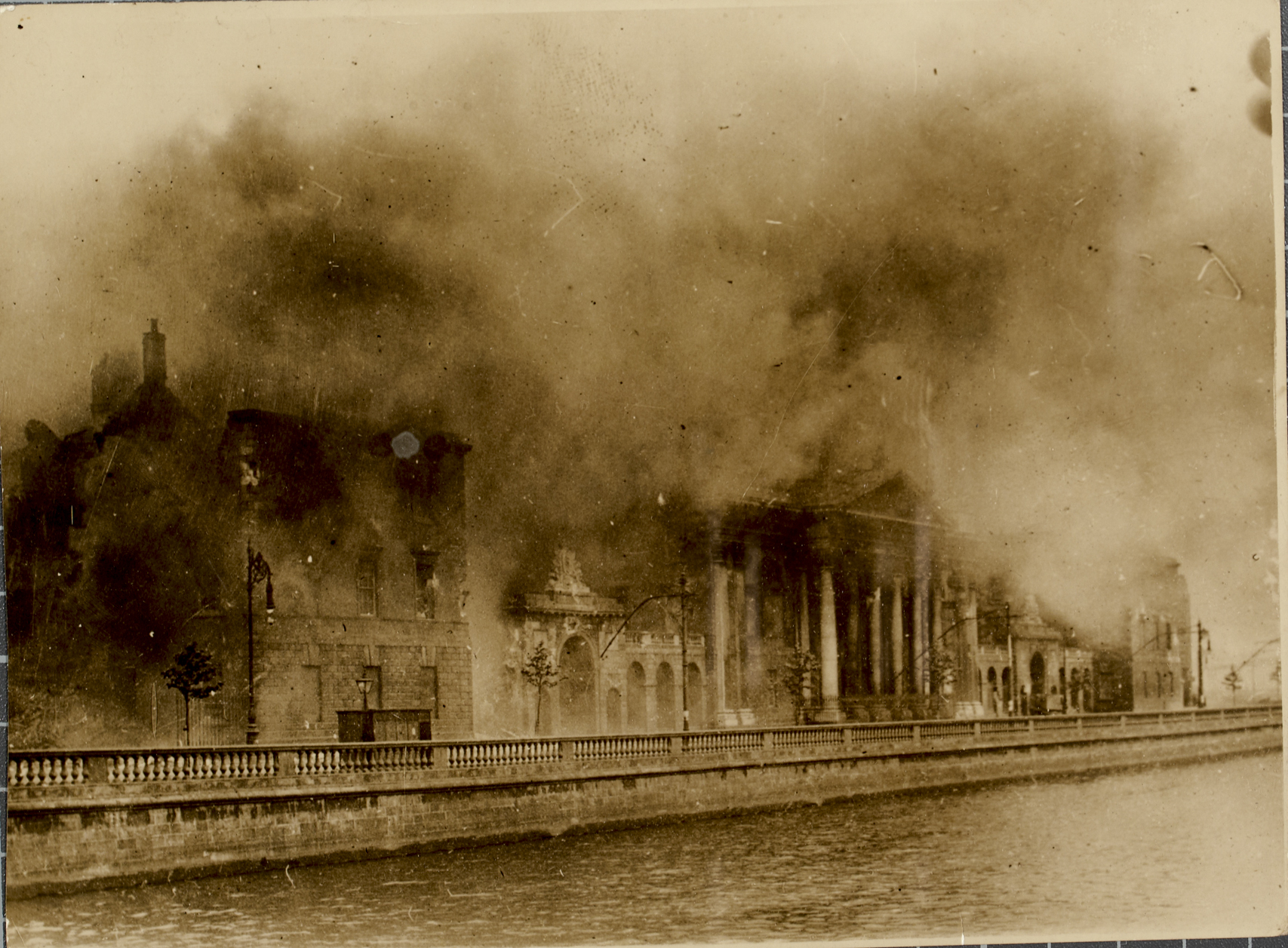
Four Courts v plamenech

14. dubna 1922 obsadilo 200 členů IRA vedených Rory O'Connorem Four Courts a několik dalších budov v centru Dublinu. Tito protidohodoví republikáni chtěli podnítit novou ozbrojenou konfrontaci s Brity a spojit dvě frakce IRA proti společnému nepříteli. Avšak ti, kteří byli odhodláni učinit Irský svobodný stát životaschopný a samosprávný to vnímali jako akt vzpoury, která musela být potlačena jimi a ne samotnými Brity.
Arthur Griffith proti nim okamžitě použil své muže, ale Michael Collins se chtěl za každou cenu vyhnout občanské válce a tak Four Courts opustil až koncem června 1922. Prodohodová strana Sinn Féin měla zajištěnu většinu křesel v parlamentu spolu i s ostatními stranami, které smlouvu podporovaly. Collins byl pod tlakem Londýna, který požadoval, aby prosazoval autoritu své vlády ve svém hlavním městě.
Britové ztratili trpělivost v důsledku akce, kterou údajně tajně nařídil Collins. 22. června 1922 byli v Londýně zavražděni dvěma bývalými britskými vojáky a příslušníky IRA Reginaldem Dunnem a Josephem O'Sullivanem vysloužilý polní maršál Henry Hughes Wilson a prominentní bezpečnostního poradce předsedy vlády Severního Irska Jamese Craiga kvůli jejich úkolům v Severním Irsku. Collinsova spoluúčast na tomto atentátu byla odvozována především ze skutečnosti, že Dunn byl jeho blízký přítel. Lloyd George napsal Collinsovi rozhořčený dopis, který obsahoval větu: "... tím méně může být panu Rory O'Connorovi dovoleno, aby ponechal své stoupence a svůj arzenál v otevřené vzpouře v srdci Dublinu... a z tohoto centra organizoval vraždy nejen v oblasti působnosti Vaší vlády...".
Winston Churchill předpověděl, že za vraždami je protidohodová IRA a varoval Collinse, že použije britské vojáky k útoku na Four Courts pokud prozatímní vláda nepřijme potřebná opatření sama. Ve skutečnosti se britský kabinet rozhodl k útoku na Four Courts 25. června v rámci akce, v níž měly být použity tanky, houfnice a letadla. Avšak na základě doporučení generála Nevila Macreadyho, velitele britské posádky v Dublinu, byl plán na poslední chvíli zrušen. Argumentem Macreadyho bylo, že britská účast na útoku by mohla spojit irské nacionalisty proti dohodě a místo toho by Collins měl dostat poslední šanci postarat se o Four Courts sám.
Trpělivost vlády Irského svobodného státu vypršela, když 27. června 1922 posádka, která obsadila Four Courts, unesla generála Národní armády JJ "Ginger" O'Connella. Collins dal následně posádce Four Courts poslední ultimátum k opuštění budovy a jejich odpor se, rozhodl ukončit tím, že je bude odstřelovat tak dlouho, dokud se nevzdají. Vláda pak jmenovala Collinse vrchním velitelem Národní armády. Tento útok nebyl prvním výstřelem války, protože potyčky mezi pro a protidohodovou IRA se odehrávaly po celé zemi. Avšak tento útok představoval „bod, z něhož není návratu“ a tak de facto začala občanská válka.
Collins nařídil Mulcahymu přijmout britskou nabídku dvou 18 cm polních děl. Protidohodové síly ve Four Courts měly jen lehké zbraně a vzdaly se po dvou dnech odstřelování jednotkami prozatímní vlády (28–30. června 1922). Krátce po kapitulací zničila expoloze masivní západní křídlo komplexu včetně Irské veřejné záznamové kanceláře (PRO). Stoupenci vlády tvrdili, že budova byla záměrně podminována. Historici se přou o to, jestli byla PRO úmyslně podminovaná irskými republikány při jejich evakuaci nebo jestli exploze nastala v důsledku odstřelování, které náhodně zapálilo muniční sklad.
Boje v Dublinu pokračovaly do 5. července, kdy protidohodová IRA z brigády Dublin vedená Oscarem Traynor obsadila O'Connell Street a vyprovokovala přes týden dlouhé pouliční boje. Výsledkem bylo 65 mrtvých a 280 zraněných. Mezi mrtvými byl i republikánský vůdce Cathal Brugha, který měl na starost poslední obranu Grandville Hotelu po jeho opuštění. Kromě toho jednotky svobodného státu yzajaly přes 500 protidohodových republikánů. Civilní oběti se odhadují na více než 250 mrtvých. Když boje v Dublinu skončily, vláda Irského svobodného státu měla pevně pod kontrolu hlavní město  a protidohodové síly se rozptýlily po celé zemi, zejména na jih a západ.

### Nepřátelské síly

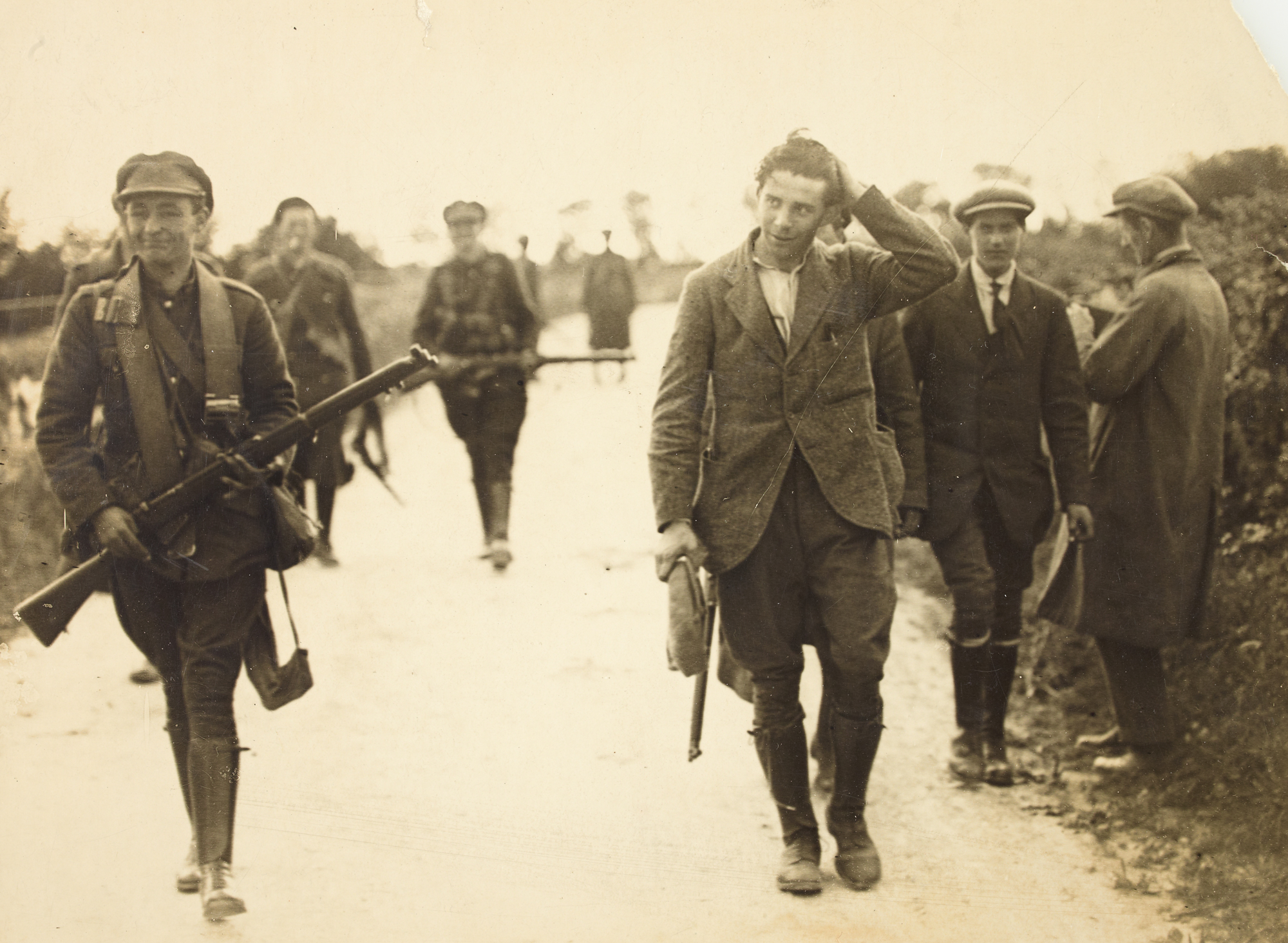
Vojáci Národní armády eskortují vězně IRA

Po vypuknutí občanské války byli podporovatelé pro- a protidohodových stran nuceni vybrat si stranu. Zastánci smlouvy začali být známí jako Armáda Svobodného státu, správně Národní armáda a byli od svých protivníků často nazýváni jako "Staters". Ti zas sami sebe nazývali "republikány" a byli známý jako protidohodové síly nebo "Irregulars" (Nepravidelní), což je termín, který preferoval Irský svobodný stát.
Občanská válka Irsku republikánskou armádu rozdělila. Když občanská válka vypukla, tak byla protidohodová IRA (soustředila se hlavně na jihu a západě) v přesile proti prodohodovým jednotkám 15 000 ku 7000, čili 2 ku 1. Papírově měla IRA na začátku roku 1922 více než 72 000 mužů, ale většina z nich se přidala během příměří s Brity a nebojovala ani během irské války za nezávislost ani v občanské válce.
Nicméně protidohodová IRA postrádala strategii a dostatek zbraní. Začala válku s pouze 6 780 puškami a několika kulomety. Mnoho jejich bojovníků bylo vyzbrojeno pouze brokovnicí. Podařilo se jim od britských vojáků během jejich evakuace ze země získat několik obrněných vozidel. Protidohodová IRA neměla ani žádné dělostřelectvo. V důsledku toho toho byli její bojovníci nuceni se po celou dobu války bránit.
Naopak vládě Irského svobodného státu se podařilo rozšířit své síly hned po zahájení války. Michael Collins a jeho velitelé byli schopni vybudovat armádu, která byla schopná své protivníky porazit. Britské dodávky dělostřelectva, letadel, obrněných aut, kulometů, ručních zbraní a střeliva prodohodovým silám velmi pomohly. Národní armáda měla do konce srpna 1922 14 000 mužů. Na konci roku 1922 to bylo 38 000 mužů a do konce války se rozrostla na 55 000 mužů a 3500 důstojníků.

### Irský svobodný stát získává hlavní města

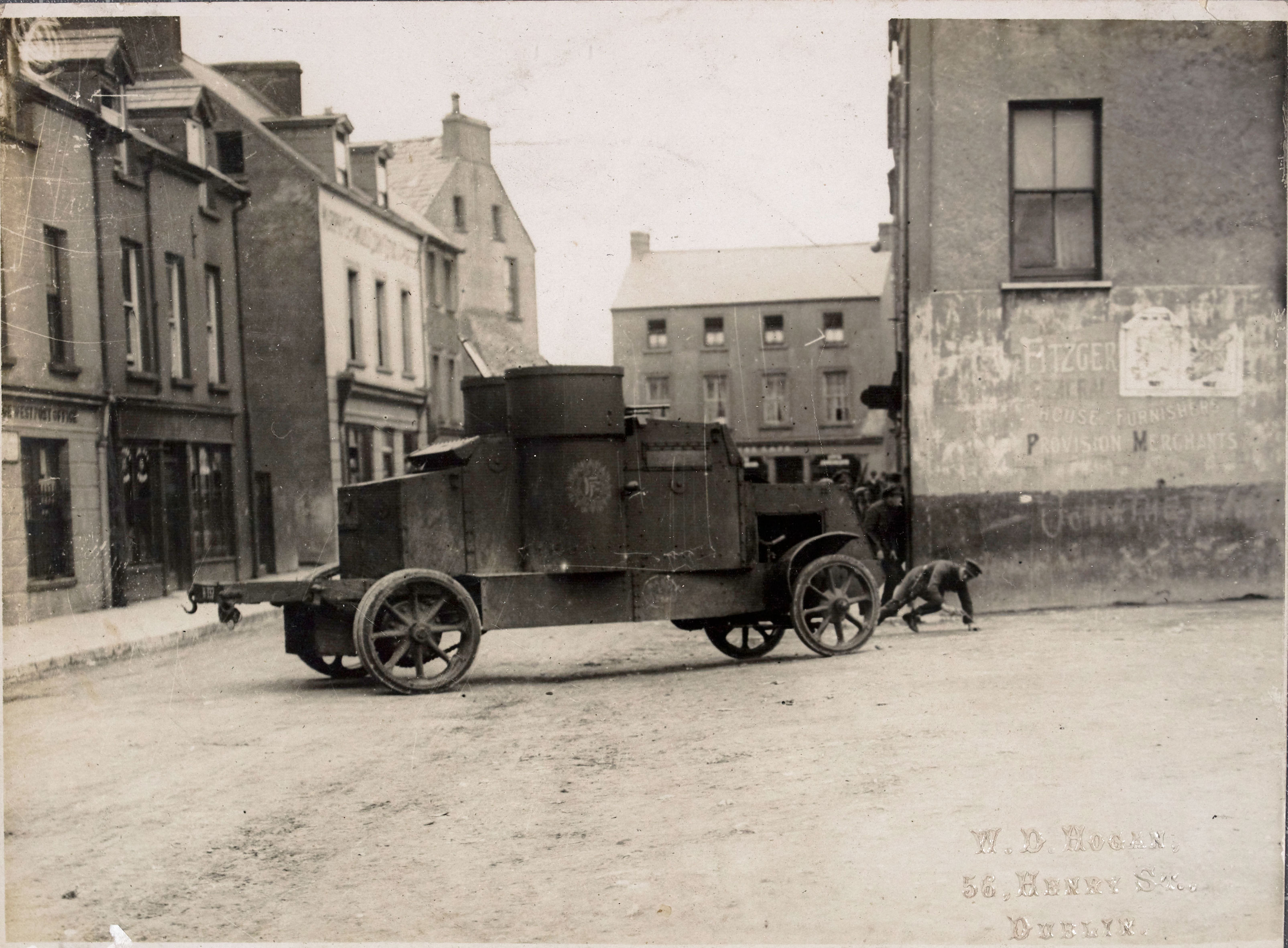
Obrněné vozidlo národní armády v Passage West, srpen 1922

Když se Dublin dostal do rukou prodohodových jednotek, konflikt se rozšířil po celé zemi. Protidohodové síly držely Cork, Limerick a Waterford jako součást samozvané „münsterské republiky“. Vzhledem k tomu, že protidohodové síly nebyly schopné vést konvenční válku, Liam Lynch se snažil využít počátečního zvýhodnění republikánů "v počtu držených území". Doufal, že se mu podaří držet münsterskou republiku dost dlouho na to, aby Brity donutil znovu vyjednávat o smlouvě.
Velká města v Irsku byla ale relativně jednoduše získána Irským svobodným státem. V srpnu 1922. Michael Collins, Richard Mulcahy a Eoin O'Duffy naplánovali celonárodní ofenzívu, jejímž cílem bylo, aby pozemní vojsko získalo Limerick na západě a Waterford na jihovýchodě. Námořní jednotky by zase získaly hrabství Cork a Kerry na jihu a hrabství Mayo na západě. I když na některých místech republikáni kladli tvrdý odpor, neměli šanci porazit pravidelné síly vyzbrojené dělostřelectvem a obrněnými jednotkami. Jediná skutečná konvenční bitva během ofenzívy Irského svobodného státu byla bitva o Killmallock, během postupu vojska Irského svobodného státu  na jih od Limericku.

### Partyzánská válka
Vládní vítězství v hlavních městech zahájil období partyzánské války. Po ztrátě Corku nařídil Liam Lynch jednotkám protidohodové IRA, aby se rozešli a vytvořili tzv. létající kolny jako předtím během bojů s Brity. Drželi se v takových oblastech jako je západní část hrabství Cork a Kerry, v hrabství Wextford na východě a v hrabství Sligo a Mayo na západě. Sporadické boje proběhly i v okolí Dundalku a Dublinu, kde bojovala čtvrtá severní divize Irské republikánské armády.
V srpnu a září 1922 probíhaly rozsáhlé útoky na jednotky svobodného státu na územích, která byla obsazena během ofenzivy v červenci a srpnu 1922 a způsobovaly jim těžké ztráty. Vrchní velitel Michael Collins byl zabit během přepadu protidohodových republikánů v blízkosti jeho domova v hrabství Cork v srpnu 1922. Collinsova smrt zvýšila zahořklost vedení Svobodného státu vůči republikánům a pravděpodobně přispěla k tomu, že se konflikt následně zvrhl v koloběh krutostí a represí. Arthur Griffith, prezident svobodného státu, zemřel na krvácení do mozku deset dnů před předáním vlády svobodného státu do rukou W.T. Cosgrava a armády Svobodného státu do rukou generála Richarda Mulcahyho. Krátce to vypadalo,že se Irský svobodný stát rozpadne. Ale s příchodem zimy protidohodoví republikáni zjistili, že udržet svou kampaň je stále obtížnější a počet zabitých vojáků v Národní armádě rapidně klesl.
Na podzim a v zimě v roce 1922 jednoty byly protidohodové IRA nuceny se kvůli nedostatku zásob a bezpečných úkrytů rozdělit na menší skupiny s 9-10 muži. Navzdory těmto úspěchům Národní armádě trvalo ještě osm měsíců nepravidleného boje, než válku ukončili.

### Konec války
Na začátku roku 1923 byla bojová schopnost protidohodové IRA vážně narušena. Když byl v únoru 1923 zajat protidohodový republikánský vůdce Liam Deasy silami Svobodného státu, vyzval republikány k ukončení kampaně a dosažení dohody s Irským svobodným státem.
Březen a duben 1923 byly svědky postupné likvidace protidohodových republikánských sil. Národní armáda ve své zprávě z 11. dubna 1923 uvedla: 
"Události z posledních dnů jsou začátkem konce protidohodové kampaně."
Jak konflikt směřoval do de facto vítězného konce prodohodové strany, de Valera požádal vedení IRA o vyhlášení příměří, byl ale odmítnut. Zástupce protidohodové IRA byl 26. března 1923 vyslán do hrabství Tipperary jednat o konci války. Tom Barry navrhl ukončit válku, ale byl přehlasován v poměru 6:5. Éamon de Valera se mohl zúčastnit debaty, ale neměl hlasovací právo. Republikánský vůdce Liam Lynch byl zabit v potyčce v pohoří Knockmealdown v hrabství Tipperary 10. dubna 1923. Kromě Lynche se Národní armádě podařilo zajmout i vedoucí velitele protidohodové IRA Dana Breena, Todda Andrewse, Seána Gaynora and Franka Barretta.
Lynchova smrt umožnila pragmatičtějšímu Franku Aikenovi, který převzal funkci náčelníka štábu IRA, zastavit boj, který se zdál být marný. Po Aikenově nástupu do čela IRA následovalo 30. dubna vyhlášení pozastavení vojenských aktivit; 24. května 1923 vydal dobrovolníkům IRA rozkaz k zastavení palby. Měli raději odhodit zbraně, místo toho, aby je odevzdali nebo s nimi pokračovali v boji, který nebyli schopni vyhrát.

## Následky příměří
Éamon de Valera podpořil ukončení bojů vydáním prohlášení k bojovníkům protidohodové IRA 24. května:
"Vojáci republiky. Republika již nemůže být úspěšně bráněna vašimi zbraněmi. Další oběti na životech by nyní byly marné a pokračování boje  nerozumné z hlediska národních zájmů a škodlivé pro budoucnost naší věci. Vojenské vítězství musí být pro tuto chvíli ponecháno těm, kteří republiku zničili."
Tisíce členů protidohodové IRA (včetně Éamona de Valery) bylo po ukončení bojů a složení zbraní  v následujících týdnech a měsících během návratu domů zatčeno silami Irského svobodného státu.
Vláda Svobodného státu zahájila počátkem května mírová jednání, která však ztroskotala. 31. července 1923 Nejvyšší soud v Irsku rozhodl, že válečný stav již neexistuje, a internace republikánů, která je podle obecného práva povolena pouze v době války, je nyní nezákonná. Bez formálního míru, se 13 000 zadrženými osobami a v obavách, že by boje mohly kdykoli znovu vypuknout, přijala vláda 1. a 3. srpna 1923 dva zákony o veřejné bezpečnosti (Emergency Powers), které umožňovaly pokračovat v internaci a dalších opatřeních. 
Dne 27. srpna 1923 se konaly všeobecné volby, v nichž zvítězila strana Cumann na nGaedheal, podporující Svobodný stát, se ziskem přibližně 40 % prvních preferenčních hlasů. Republikáni reprezentovaní stranou Sinn Féin získali přibližně 27 % hlasů. Mnoho jejich kandidátů a příznivců bylo před volbami, během nich i po nich stále vězněno.
V říjnu 1923 zahájilo ve věznicích Svobodného státu hladovku asi 8 000 z 12 000 republikánských zajatců. Hladovka trvala 41 dní a měla jen malý úspěch (mezi zemřelými byli Denny Barry, Joseph Whitty a Andy O'Sullivan). Většina zajatých žen však byla krátce poté propuštěna a hladovka pomohla vládě soustředit se na republikánské zajatce a s nimi spojené organizace. V červenci de Valera prohlásil:
"Celá budoucnost naší věci a národa závisí podle mého názoru na duchu vězňů v pracovních táborech a ve věznicích. Vy jste a budete zdrojem víry a vůle našeho národa."
Oběti války
Občanská válka byla sice krátká, ale krvavá. Stála život mnoho osobností veřejného života, včetně Michaela Collinse, Cathala Brugha, Arthura Griffitha a Liama Lynche. Obě strany prováděly brutální činy: protivládní síly zabily poslance parlamentu a několik dalších pro-dohodových politiků a vypálily mnoho domů senátorů a příznivců Svobodného státu, zatímco vláda oficiálně i neoficiálně popravovala protivládní vězně.
Přesné počty mrtvých a zraněných ještě nebyly přesně zjištěny. Prodohodové síly ztratily 800 až 1000 mrtvých ze všech příčin. Předpokládá se, že počet mrtvých protidohodových sil byl vyšší. Republikánský seznam cti, sestavený ve 20. letech 20. století, uvádí 426 dobrovolníků protidohodové IRA, kteří byli zabiti mezi lednem 1922 a dubnem 1924.Nejnovější výzkumy podle jednotlivých hrabství uvádějí počet necelých 2 000 mrtvých. Celkový odhad mrtvých  bojovníků a civilistů se pohybuje mezi minimálně 1 500 a maximálně 4 000 mrtvých. Druhý údaj je nyní obecně odhadován jako příliš vysoký.
Ekonomické ztráty
Vysoké byly i ekonomické důsledky války. Když republikáni v červenci a srpnu 1922 opustili své pevné pozice, vypálili mnoho administrativních budov a podniků, které obsadili. Jejich následná partyzánská kampaň navíc způsobila mnoho škod a hospodářství Svobodného státu v důsledku toho utrpělo v prvních dnech své existence těžkou ránu. Materiální škody způsobené válkou na majetku ve Svobodném státě se odhadují na 50 milionů liber v roce 1922, což v hodnotách z roku 2022 odpovídá škodám ve výši přibližně 2,1 miliardy liber, tj. 2,4 miliardy eur.
Hospodářství Svobodného státu bylo obzvláště poškozeno systematickým ničením železniční infrastruktury a silnic ze strany republikánů. Navíc náklady Svobodného státu na vedení války dosáhly dalších 17 milionů liber (718 milionů liber, resp. 883 milionů eur v hodnotách z roku 2022). V září 1923 odhadl náměstek Hogan náklady na 50 milionů liber. Nový stát skončil rok 1923 s rozpočtovým deficitem přes 4 miliony liber (168 milionů liber nebo 196 milionů eur v hodnotách roku 2022). Tato špatná finanční situace znamenala, že nový stát nemohl získat svůj podíl na imperiálním dluhu podle smlouvy. To nepříznivě ovlivnilo jednání o hranicích v letech 1924-25, v nichž vláda Svobodného státu souhlasila s tím, že hranice se Severním Irskem zůstane nezměněna výměnou za něj. Dále se stát zavázal uhradit škody způsobené na majetku v období od příměří v červenci 1921 do konce občanské války. W. T. Cosgrave k tomu v parlamentu řekl:
"Každý poslanec v této sněmovně si je vědom stížnosti, která byla vznesena, že míra odškodnění za škody vzniklé po příměří je nepříznivá ve srovnání s odškodněním za škody vzniklé před příměřím."
Politické důsledky války
Skutečnost, že irská občanská válka byla vedena mezi irskými nacionalistickými frakcemi, znamenala, že sporadický konflikt v Severním Irsku skončil podpisem dohody mezi Michaelem Collinsem a sirem Jamesem Craigem 30. března 1922. Přesto Collins tajně dodával zbraně Severní IRA až do týdne před svou smrtí v srpnu 1922.Díky irské občanské válce mohlo Severní Irsko upevnit svou existenci a rozdělení Irska tím bylo potvrzeno až do dnešní doby. Probíhající občanská válka také potvrdila dosavadní postoj severních unionistů proti étosu všech odstínů nacionalismu. To mohlo vést k otevřenému nepřátelství mezi Severem a Jihem, kdyby irská občanská válka nevypukla. Ulsterský zvláštní policejní sbor ("B-Specials"), který byl zřízen v roce 1920 při vzniku Severního Irska, byl totiž v roce 1922 spíše rozšířen, než aby byl demobilizován.
Irští republikáni, kteří byli proti smlouvě, začali vážně uvažovat o ozbrojeném vystoupení proti britské vládě v Severním Irsku až dlouho po své porážce v občanské válce (první vážný návrh k tomu přišel koncem 30. let). Severní jednotky IRA kvůli Collinsově politice v občanské válce z velké části podporovaly stranu Svobodného státu a více než 500 z nich se připojilo k nové Národní armádě Svobodného státu.
Náklady na válku a rozpočtový deficit, který způsobila, představovaly pro nový Svobodný stát potíže a ovlivnily jednání hraniční komise v roce 1925, která měla určit hranici se Severním Irskem. 
Poté, co se v roce 1926 nepodařilo přesvědčit většinu protismluvní IRA ani protismluvní stranu Sinn Féin, aby přijaly nový status quo jako základ pro rozvíjející se republiku, odešla velká frakce vedená de Valerou a Aikenem, aby obnovila parlamentní politiku a založila stranu Fianna Fáil. Zatímco Fianna Fáil se měla stát dominantní stranou irské politiky, Sinn Féin se stala malou, izolovanou politickou stranou. IRA, tehdy mnohem početnější a vlivnější než Sinn Féin, zůstala spojena s Fianna Fáil (i když ne přímo) až do zákazu de Valerou v roce 1935.
V roce 1927 složili členové Fianna Fáil přísahu věrnosti a vstoupili do Dáilu (parlamentu), čímž fakticky uznali legitimitu Svobodného státu.V té době již Svobodný stát směřoval k nezávislosti. Podle Westminsterského statutu z roku 1931 se britský parlament vzdal práva vydávat zákony pro členy Britského společenství národů. Když se po volbách v roce 1932 Fianna Fáil pod vedením de Valery dostala k moci, začala odstraňovat to, co považovala za sporné prvky smlouvy. Zrušila přísahu věrnosti, odebrala pravomoc úřadu generálního guvernéra (britského zástupce v Irsku) a zrušila senát, v němž převažovali bývalí unionisté a nacionalisté podporující smlouvu. V roce 1937 byla přijata nová ústava, jíž se hlavou státu stal prezident, nezmiňovala se o věrnosti britskému panovníkovi a uplatňovala územní nárok na Severní Irsko. Následujícího roku Británie bez podmínek vrátila námořní přístavy, které si ponechala podle podmínek smlouvy. 
Když v roce 1939 vypukla druhá světová válka, stát dokázal demonstrovat svou nezávislost tím, že po celou dobu války zůstal neutrální, ačkoli Dublin do jisté míry mlčky podporoval Spojence. Nakonec v roce 1948 koaliční vláda obsahující prvky obou stran občanské války (prosmluvní Fine Gael a protismluvní Clann na Poblachta) opustila Britské společenství a označila stát za Irskou republiku. 